# チャビー・ジャクソン

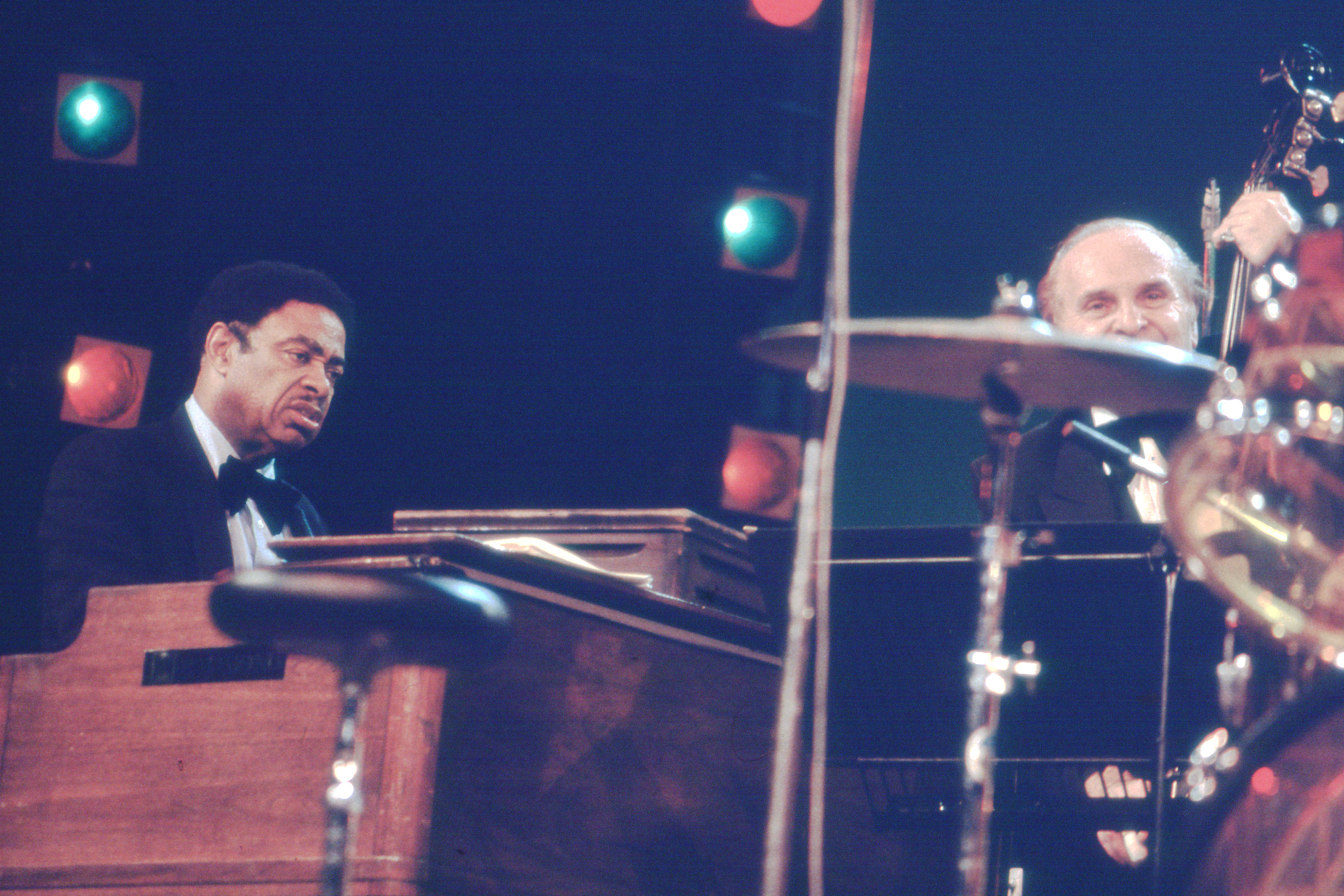
ノース・シー・ジャズ・フェスティバルで演奏するピアニストのワイルド・ビル・デイヴィスとダブルベース奏者のチャビー・ジャクソン（1976年または1979年）

チャビー・ジャクソン（Chubby Jackson、1918年10月25日 - 2003年10月1日）は、アメリカのジャズ・ダブルベース奏者、バンドリーダー。

## 略歴
ニューヨークで生まれたジャクソンは、17歳でクラリネット奏者としてキャリアをスタートさせたが、1930年代半ばですぐにベースへと転向した。
ジャクソンは、ルイ・アームストロング、レイモンド・スコット、ジャン・サヴィット、ヘンリー・ブッセ、チャーリー・バーネット、オスカー・ペティフォード、チャーリー・ヴェンチュラ、ライオネル・ハンプトン、ビル・ハリス、ウディ・ハーマン、ジェリー・マリガン、レニー・トリスターノなどと共演および/またはレコーディングを行った。彼はおそらく、ハーマンのバンドにおける精力的な活動と、大小を問わず自身が率いたバンドのリーダーとして最もよく知られている。
1950年代、ジャクソンはスタジオ・ミュージシャンとしてフリーランスで働き、地元の子供向けテレビ番組の司会を務めた。1959年3月23日から1961年7月14日までニューヨークにおいてWABC TVの7チャンネルで平日の朝に見られた『Chubby Jackson's Little Rascals』、そして1961年7月22日から1961年8月5日までWABC TVの7チャンネルで土曜の午後に放送された『The Chubby Jackson Show』である。ジャクソンは最後に2つの子供向けテレビ番組で司会を務めた。1962年1月1日から1962年1月26日まで平日夜にニューヨークのWOR TVの9チャンネルで放送された『Space Station Nine』、そして、WOR TVの平日午後の『Looney Tunes Show/The Chubby Jackson Show』において短期間ながら、4度目にして最後の司会者を務めた。その最後のシリーズは、1962年1月12日から1962年6月14日まで放送された。
2000年、ジャクソンはビッグ・バンド・アンド・ジャズの殿堂入りを果たした。彼は84歳でカリフォルニア州ランチョ・バーナードにて亡くなった。

## ディスコグラフィ

### リーダー・アルバム
- 『チャビーズ・バック!』 - Chubby's Back! (1957年、Argo)
- Chubby Takes Over (1958年、Everest)
- 『アイム・エンタイトルド・トゥ・ユー』 - I'm Entitled to You!! (1958年、Argo)
- Jazz from Then Till Now (1958年、Everest)
- Chubby Jackson Discovers Maria Marshall (1961年、Crown)
- 『ザ・スモール・ハード』 - The Small Herds (1973年、Mercury) ※1945年-1946年録音 with ビル・ハリス

### 参加アルバム
- ルイ・アームストロング : 『永遠のサッチモ』 - Town Hall Concert Plus (1957年、RCA Victor)
- チャーリー・バーネット : Cherokee (1958年、Everest)
- ビル・ハリス : 『ビル・ハリス・ハード』 - Bill Harris Herd (1956年、Norgran)
- ウディ・ハーマン : 『ザ・ハード・ライド・アゲイン』 - The Herd Rides Again (1958年、Everest)
- ウディ・ハーマン : Hey! Heard the Herd? (1963年、Verve)
- ウディ・ハーマン : 『ウディ・ハーマン・リユニオン・アット・カーネギー・ホール』 - The 40th Anniversary Carnegie Hall Concert (1977年、RCA Victor)
- ジャッキー&ロイ : 『ジャッキー&ロイ』 - Jackie And Roy (1957年、Regent)
- マーティ・ナポレオン : Marty Napoleon and His Music (1958年、Stere-o-Craft)
- フリップ・フィリップス : A Melody from the Sky (1975年、Bob Thiele)
- チャーリー・ヴェンチュラ : 『ジャンピング・ウィズ・ヴェンチュラ』 - Jumping with Ventura (1955年、EmArcy)
- チャーリー・ヴェンチュラ : 『イースト・オブ・スエズ』 - East of Suez (1958年、Regent)
- ベン・ウェブスター : Ben and the Boys (1976年、Jazz Archives)